# Liste der geschützten Landschaftsbestandteile im Landkreis Wittmund
Im Landkreis Wittmund gibt es einen ausgewiesenen geschützten Landschaftsbestandteil.
| Baumschutzsatzung Gemeinde Spiekeroog          | BW | GLB WTM 00001 | Spiekeroog | ⊙ |  | 27. Juni 1983 |
| Legende für Geschützter Landschaftsbestandteil |    |               |            |   |  |               |